# Université Babasaheb Bhimrao Ambedkar
L'université Babasaheb Bhimrao Ambedkar (en hindi : बाबासाहेब भीमराव अंबेडकर विश्वविद्यालय) est une université centrale indienne située à Lucknow dans l’État d’Uttar Pradesh.

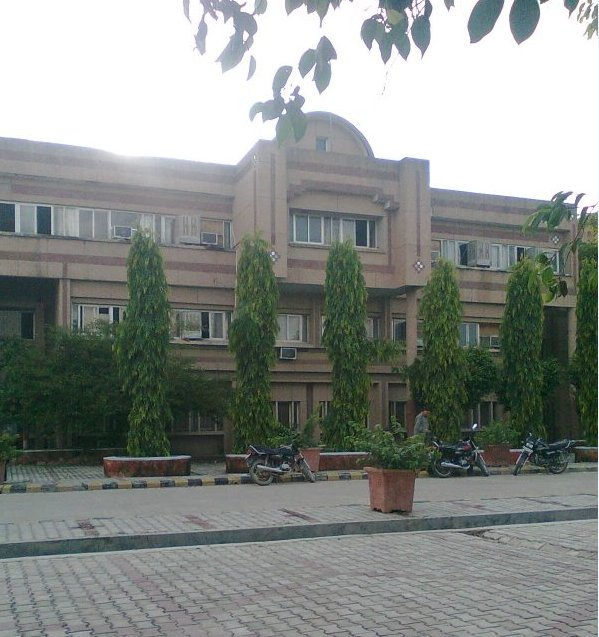
Le bâtiment principal de la BBAU.

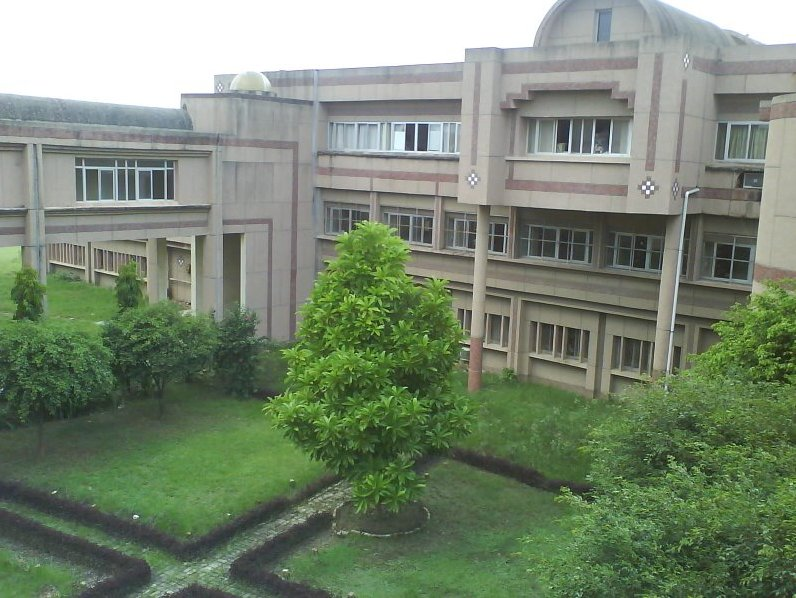
La cour de l'université.

## Composantes
- École des hautes études Ambedkar
- École d'informatique et de technologie
- École de sciences de l'environnement
- École pour l'éducation
- École de bioSciences et biotechnologies
- École d'études juridiques
- École de sciences physiques